# Oxalis stokoei
Oxalis stokoei är en harsyreväxtart som beskrevs av Weintroub. Oxalis stokoei ingår i släktet oxalisar, och familjen harsyreväxter. Inga underarter finns listade i Catalogue of Life.